# Вестби (Висконсин)
Вестби (енгл. Westby) град је у америчкој савезној држави Висконсин.

## Демографија
По попису из 2010. године број становника је 2.200, што је 155 (7,6%) становника више него 2000. године.
| Група             | 2000.         | 2010.         |
| Белци             | 2.020 (98,8%) | 2.149 (97,7%) |
| Афроамериканци    | 0 (0,0%)      | 5 (0,2%)      |
| Азијати           | 2 (0,1%)      | 3 (0,1%)      |
| Хиспаноамериканци | 19 (0,9%)     | 22 (1,0%)     |
| Укупно            | 2.045         | 2.200         |